# Europska vidrica
Europska vidrica ili Nerc (lat. Mustela lutreola) je vrsta sisavca iz porodice kuna (Mustelidae), porijeklom iz Europe.

## Opis
Krzno je tamnosmeđe do gotovo crno, s uskim bijelim rubom oko usana. Živi uz vodu i hrani se prvenstveno malim glodavcima, pticama i kukcima te žabama, ribama i rakovima koje lovi u vodi. Mužjak ima duljinu tijela 373 – 430 mm, a ženka 352 – 400 mm. Rep je dug 153 – 190 mm kod mužjaka i 150 – 180 mm kod ženki. Cjelokupna težina je 550 – 800 grama. To je brza i okretna životinja, koja spretno pliva i roni.

## Ugroženost i zaštita
Nerc je na crvenom popisu IUCN-a kao kritično ugrožena vrsta zbog pada broja jedinki od preko 50 % u protekle tri generacije. Očekivani daljnji pad tijekom iduće tri generacije je oko 80 %. Brojnost se počela smanjivati tijekom 19. stoljeća, a vrsta je ubrzano izumrla u nekim dijelovima Srednje Europe. Tijekom 20. stoljeća brojnost je pala na cijelom području rasprostiranja, a razlozi za to bili su kombinacija faktora, uključujući klimatske promjene, izlov radi krzna, konkurencija drugih vrsta, bolesti, uništavanje staništa, opadanje količine hrane i križanje s mrkim tvorom. 
Posebno negativan utjecaj imalo je uvođenje invazivne vrste američke vidrice. Sredinom 20. stoljeća populacija vrste postala je premalena za izlov i proizvodnju krzna. Američka i europska vidrica tada nisu bile smatrane dvjema različitim vrstama te je 20.400 američkih vidrica pušteno u divljinu na području Sovjetskog Saveza, od kojih 4000 na područja prirodnog staništa europske vidrice. Američka vidrica se kao vrsta pokazala fleksibilnijom, brzo se adaptirala novim staništima i svojim širenjem onemogućila oporavak populacije europske vidrice.

## Podvrste
- Mustela lutreola biedermanni Matschie, 1912
- Mustela lutreola binominata Ellerman and Morrison-Scott, 1951
- Mustela lutreola cylipena Matschie, 1912
- Mustela lutreola lutreola (Linnaeus, 1761)
- Mustela lutreola novikovi Ellerman and Morrison-Scott, 1951
- Mustela lutreola transsylvanica Éhik, 1932
- Mustela lutreola turovi Kuznetsov in Novikov, 1939